# Benediktinerinnenabtei Rosans
Die Benediktinerinnenabtei Rosans ist ein Kloster der Benediktinerinnen in Rosans im Arrondissement Gap, Département Hautes-Alpes, in Frankreich und besteht seit 1991.

## Geschichte
Die Abtei Notre Dame de Fidélité in Jouques gründete 1991 in einem Gebirgstal westlich des Dorfs Rosans das Nonnenkloster Notre-Dame de Miséricorde („Maria Barmherzigkeit“), das 2002 zur Abtei erhoben wurde. 2005 wurde die Klosterkirche eingeweiht. Der Konvent zählt heute 25 Mitglieder.
Das unweit gelegene Dorf Saint-André-de-Rosans war vom Mittelalter bis zur Französischen Revolution Standort des cluniazensischen Priorats Saint-André-de-Rosans, von dem noch Reste übrig sind (nicht zu verwechseln mit der Benediktinerinnenabtei).
Äbtissinnen:
- seit 2002: Françoise Mathieu